# フアン・ホセ・アレバロ

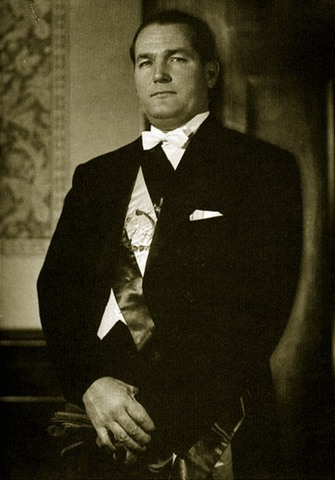
アレバロ大統領（1945年）

フアン・ホセ・アレバロ・ベルメホ（Juan José Arévalo Bermejo、1904年9月10日 - 1990年10月8日）はグアテマラの教育家・政治家で、1945年から1951年までグアテマラの大統領をつとめた。アレバロはグアテマラ初の民主的な選挙で選ばれた大統領だった。同国第40代大統領のベルナルド・アレバロは息子。

## 生涯
アレバロはサンタ・ローサ県タシスコで生まれた。タシスコおよび首都グアテマラシティで教育を受け、1922年に師範学校を卒業して教員の職を得た。アレバロは教育者として活動するかたわら、雑誌『アルバ』の創刊・編集者としても活動した。
アレバロは1925年に教育改革の書物を出版した。ラサロ・チャコン・ゴンサレス大統領時代の1927年に政府の奨学金を与えられてアルゼンチンに渡り、1934年に国立ラプラタ大学の哲学および教育学の博士の学位を取得した。
ホルヘ・ウビコが大統領になると教育相をつとめたが、1937年に再びアルゼンチンに渡り、国立トゥクマン大学で教えた。

### 大統領
1944年6月にウビコの独裁政権が倒されると、国家刷新党(PRN)および人民解放戦線(FPL)の2つの党はアレバロを大統領候補に指名した。同年9月にアレバロは帰国した。12月の選挙で大勝し、翌年3月15日に大統領に就任した。この選挙はしばしば「グアテマラ史上初の公正で民主的な選挙」と呼ばれる。
哲学としてアレバロは「精神的社会主義」(Socialismo Espiritual)を標榜した。アレバロは労働組合の設立を支援し、反植民地的・改革的政策を行ったが、これは外国企業、とくにユナイテッド・フルーツ・カンパニーとアメリカ合衆国の反対に遇った。アレバロは大土地所有者の持つ耕作されていない土地を徴用したが、この政策は次のアルベンス大統領の時代にも継続された。また関税によって国産品を守った。社会保障機関を設立して労働環境の改善につとめ、識字率の向上などの教育改革にもつとめた。外交に関しては中米機構(ODECA)の設立のために努力した。
アレバロが大統領のあいだ、軍によるクーデターの試みは24回発生した。しかしクーデターは失敗し、1951年3月15日、ふたたび選挙で選ばれたハコボ・アルベンスに平和的に政権を渡した。アルベンス政権下でアレバロは大使としてヨーロッパやラテンアメリカ諸国に赴任した。

### 軍事政権下
1954年のCIAのクーデターでアルベンス政権が倒されたとき（PBSUCCESS作戦を参照）、アレバロはチリにあった。その後グアテマラに帰国せず、ウルグアイを経て1958年にベネズエラで大学教授の職についた。
ミゲル・イディゴラス・フエンテス大統領の時代、1963年3月30日の新聞の報道によると、アレバロはグアテマラに帰国したと伝えられた。しかしその翌日、大統領選挙でアレバロが大統領に返り咲くことを恐れた防衛相のエンリケ・ペラルタ・アスルディアの率いる軍のクーデターが起こされた。選挙は中止され、アレバロはふたたびメキシコに亡命した。アレバロは1970年代まで帰国しなかった。
1985年の選挙によって久しぶりに軍人でないビニシオ・セレソが大統領に選ばれると、アレバロはセレソに面会し、グアテマラ革命の第2章が始まると述べた。
1990年にグアテマラシティで没し、故郷のタシスコに埋葬された。彼はグアテマラで唯一国葬された大統領であった。

## 著書
アレバロは多数の著書を出版した。
- Viajar es vivir. (1933)（旅することは生きること）
- La adolescencia como evasión y retorno. (1941)（逃避と帰還としての青春）
- Escritos políticos. (1945)（政治論集）
- Guatemala, la democracia y el imperio. (1954)（グアテマラ、民主主義と帝国）
- El tiburón y las sardinas. (1956)（サメとイワシたち）- アメリカ合衆国がラテンアメリカ諸国に介入する様子を寓話で表現したもの[5]。1961年に英語に翻訳された。
- Anticomunismo en América Latina. (1959)（反共産主義とラテンアメリカ）